# Сусанна Ісерн
Сусанна Ісерн (ісп. Susanna Isern, нар. 1979, Сео-де-Урхель, Іспанія) — іспанська письменниця та психологиня, авторка численних дитячих книжок та мама трьох дітей. Лауреатка Moonbeam Children’s Book Awards (2013).  У своїй творчості поєднує літературу і психологію. Викладає курс психології в університеті та має приватну психотерапевтичну практику.

## Біографія
Народилася в іспанському містечку Сео-де-Урхель, Каталонія, де й росла в оточенні Піренейських гір. Дебютна книжка ¡Pilú, Pilú! вийшла в 2011 році. З тих пір Сусанна отримала десятки літературних відзнак і премій, її книжки видані іспанською, каталонською, галіційською, баскською, англійською, французькою, німецькою, італійською, португальською, польською, українською, румунською, російською, арабською, китайською та корейською мовами.
Пристрасть до письма поєднує з психологією. Викладає психологію в Європейському університеті Атлантики та має приватну психотерапевтичну практику.
Проживає з сім'єю у Сантандері.

## Українські переклади
- Емоціємір інспектора Дила / Сусанна Ісерн ; пер. з ісп. Олени Забари. — Львів : Видавництво Старого Лева, 2020. — 100 с. — ISBN 978-617-679-766-1.
- Велика книжка СуперСил / Сусанна Ісерн ; пер. з ісп. Ярослави Стріхи. — Київ : Каламар, 2019. — 38 с. — ISBN 978-966-97880-2-3
- Це ж не джунглі! / Сусанна Ісерн ; пер. з ісп. Ярослави Стріхи. — Київ : Каламар, 2019. — 32 с. — ISBN 978-966-97880-3-0

## «Емоціємір інспектора Дила. Розпізнавай, вимірюй та керуй своїми емоціями»
Інтерактивна, яскрава книжка і водночас інформативний посібник для розвитку емоційного інтелекту у малюків, що стане в нагоді батькам, психологам і вчителям. Психологиня, письменниця і мама з досвідом Сусанна Ісерн у співпраці з інспектором з емоцій крокодилом Дилом допомагає дітям «подружитися» з почуттями.
У квітні 2020 Видавництво Старого Лева запустило кількасерійний проєкт «Дитячі емоції: все і навіть більше» за мотивами книжки «Емоціємір інспектора Дила». Про емоційний інтелект для малюків розповідала психотерапевтка і дитяча психологиня Вікторія Горбунова.